# Yin Hong
Yin Hong (* 15. Januar 1976) ist eine ehemalige chinesische Freestyle-Skierin. Sie war auf die Disziplin Aerials (Springen) spezialisiert.

## Werdegang
Yin startete im Dezember 1993 in Tignes erstmals im Freestyle-Skiing-Weltcup, wobei sie den 25. Platz errang. In den folgenden Jahren belegte sie bei den Olympischen Winterspielen 1994 in Lillehammer und bei den Weltmeisterschaften 1995 in La Clusaz jeweils den 17. Platz. Zudem gewann sie bei den Winter-Asienspielen 1996 in Harbin die Bronzemedaille. In der Saison 1997/98 erreichte sie in Breckenridge mit dem sechsten Platz ihre einzige Top-Zehn-Platzierung im Weltcup und mit dem 56. Platz im Gesamtweltcup sowie mit dem 22. Rang im Aerials-Weltcup ihre besten Gesamtergebnisse. Letztmals international startete sie bei den Olympischen Winterspielen 1998 in Nagano. Dort belegte sie den 24. Platz.

## Erfolge

### Olympische Spiele
- 1994 Lillehammer: 17. Platz Aerials
- 1998 Nagano: 24. Platz Aerials

### Weltmeisterschaften
- 1995 La Clusaz: 17. Platz Aerials

### Winter-Asienspiele
- 1996 Harbin: 3. Platz Aerials

### Weltcupwertungen
Yin nahm an sechs Weltcups teil und erreichte eine Top-Zehn-Platzierung
| Saison  | Gesamt | Gesamt | Aerials | Aerials |
| Saison  | Platz  | Punkte | Platz   | Punkte  |
| ------- | ------ | ------ | ------- | ------- |
| 1993/94 | 3      | 98.    | 24      | 32.     |
| 1997/98 | 38     | 56.    | 228     | 22.     |